# Tom Simpson (Chemiker)
Tom Simpson (* 23. Februar 1947 in Dollar, Clackmannanshire, Schottland) ist ein britischer Chemiker.
Simpson studierte Chemie an der University of Edinburgh mit dem Bachelor-Abschluss 1969 und wurde 1973 an der University of Bristol promoviert. Als Post-Doktorand war er an der University of Liverpool (1973/74 und 1977/78) und der Australian National University. 1978 wurde er Lecturer an der Universität Edinburgh und 1988 Professor für Organische Chemie an der University of Leicester. 1990 wurde er Professor an der Universität Bristol und Leiter der Abteilung Organische und Biologische Chemie. 2006 erhielt er den Alfred Capper Pass Lehrstuhl.
Er befasst sich mit Antibiotika (zum Beispiel Mupirocin und eine Reihe von Antibiotika bei den Polyketiden), Mykotoxinen und Stoffwechselprodukten von Pflanzen und Mikroben, speziell der Biosynthese über den Polyketidweg und Terpenoiden. Zum Beispiel untersuchte er Biosynthese mit Polyketidsynthase in Pilzen. Ursprünglich wollte man einen potentiellen Cholesterol-Senker gewinnen (Squalestatin), sie sind aber zum Beispiel auch mit der Synthese von Lovastatin verbunden.
Er verwendet genetische und enzymatische Methoden und Markierung mit stabilen Isotopen. Außerdem befasst er sich mit Synthese biologisch aktiver Moleküle und der strukturellen und biochemischen Charakterisierung biosynthetischer Enzyme.
2018 erhielt er den Robert Robinson Award. 2001 wurde er Fellow der Royal Society und 2006 der Royal Society of Edinburgh. Er erhielt 2008 die Natural Products Chemistry Medal der Royal Society of Chemistry und 1984 deren Corday-Morgan Medal und war deren Tilden, Simonsen und Hugo Muller Lecturer. 2001 war er Gastprofessor an der Universität Göttingen, 2007 Erskine Fellow an der University of Canterbury in Neuseeland und 2003 Willsmore Fellow an der University of Melbourne.
1986 erhielt er einen Ehrendoktor (D.Sc.) der Universität Edinburgh.